# 슈퍼 마리오 랜드 2: 6개의 금화
《슈퍼 마리오 랜드 2: 6개의 금화》는 닌텐도가 제작한 1992년 플랫폼 게임이다. 《슈퍼 마리오》 시리즈 작품이자 1989년 게임 《슈퍼 마리오 랜드》의 후속작이다. 닌텐도 내 개발부서 닌텐도 개발 제일부가 게임보이 플랫폼으로 개발해 일본서 1992년 10월 21일 처음 출시됐다.
플레이어는 마리오를 조종하며 마리오 랜드를 차지한 와리오를 상대해  자신의 땅을 되찾는 것이 게임의 목표이다. 《슈퍼 마리오 월드》에 게임플레이 대부분을 기반했으며, 6개로 구별된 월드를 원하는 순서대로 플레이할 수 있는 비선형 진행구조가 특징이다.
출시 당시 《슈퍼 마리오 랜드 2》는 전폭적인 호평을 받았다. 게임보이 수명기간 동안 전세계 누적판매량이 1100만 장 이상으로 게임보이 역사상 5번째로 가장 많이 팔린 게임이었다. 본작에서 처음 등장한 와리오는 이후 1994년 후속작 《와리오 랜드: 슈퍼 마리오 랜드 3》에서 주인공으로 등장하며 《마리오》 시리즈의 반영웅 주요인물이 됐다. 《슈퍼 마리오 랜드 2》는 버추얼 콘솔과 닌텐도 스위치 온라인같은 디지털 플랫폼에 재출시됐다.

## 스토리
마리오가 사라사 랜드로 우주괴인 타탕가를 퇴치하러 가있는 동안에 마리오의 성을 와리오가 빼앗아 버렸다. 마리오 랜드의 주민도 마법에 걸려 와리오의 부하가 되어 버렸다. 마리오는 오로지 홀로 자신의 성에 들어가기 위해 필요한 6개의 금화를 각 존에서 입수하여 성을 되찾는다.

## 아이템
- 버섯

마리오의 키가 커지고 점프하여 벽돌을 격파할 수 있다. 또 스핀점프가 가능하다.
- 파이어 플라워

마리오가 불을 쏘아 적을 제압할 수 있다. 파이어볼로 특수한 벽돌을 녹일 수도 있다.
- 당근

마리오에게 토끼의 귀가 생기고 천천히 떨어지거나 더블점프를 할 수 있게 해준다.
- 하트

마리오의 라이프가 1개 늘어난다.
- 스타

마리오를 잠깐 무적으로 만들어 닿는 적을 반대로 제압할 수 있다.

## 평가
| 평가 |          |
| --- | -------- |
| 통합 점수 통합사 점수 게임랭킹스 79.56% [ 1 ] 평론 점수 평론사 점수 올게임 [ 2 ] EGM 87.5/100 [ 1 ] 닌텐도 파워 3.7/5 [ 1 ] |          |
| 통합 점수 |          |
| 통합사 | 점수     |
| 게임랭킹스 | 79.56%   |
| 평론 점수 |          |
| 평론사 | 점수     |
| 올게임 | [ 2 ]    |
| EGM | 87.5/100 |
| 닌텐도 파워 | 3.7/5    |

## 참조

### 주해
1. ↑  영어: Super Mario Land 2: 6 Golden Coins, 일본어: スーパーマリオランド2 6つの金貨